# Ba Ba Ti Ki Di Do
Ba Ba Ti Ki Di Do är en EP av musikgruppen Sigur Rós som släpptes år 2004.

## Låtlista
1. "Ba Ba" – 6:12
2. "Ti Ki" – 8:49
3. "Di Do" – 5:42